# 김태석 (1955년)
김태석(金太石, 1955년 1월 21일 ~ )은 대한민국 제주특별자치도의회 의원이다.

## 학력
- 제주북초등학교
- 오현중학교
- 오현고등학교
- 제주대학교 행정학 학사

## 경력
- 민예품판매업협동조합 이사장
- 2010년 7월 1일 ~ 2014년 6월 30일 : 제9대 제주특별자치도의회 의원

```
- 2010.07 ~ 2012.06 : 제9대 제주특별자치도의회 전반기 환경도시위원회 위원장
```

- 2014년 7월 1일 ~ 2018년 6월 30일 : 제10대 제주특별자치도의회 의원

```
- 2016.07 ~ 2018.06 : 제10대 제주특별자치도의회 후반기 운영위원회 위원장
```

- 2018년 7월 1일 ~ 2022년 6월 30일 : 제11대 제주특별자치도의회 의원

```
- 2018.07 ~ 2020.06 : 제11대 제주특별자치도의회 전반기 의장
```

## 역대 선거 결과
|  | 44.22% |

|  | 44.09% |

|  | 58.53% |

|  | 0% |